# Racing Club de Lens 2021-2022
Questa voce raccoglie le informazioni riguardanti il Racing Club de Lens nelle competizioni ufficiali della stagione 2021-2022.

## Divise e sponsor
Lo sponsor tecnico per la stagione 2021-2022 è Puma, mentre lo sponsor ufficiale è Auchan, catena francese di supermercati e ipermercati.
| Casa | Trasferta | Terza maglia |

## Rosa
In corsivo i calciatori ceduti durante le sessioni di mercato 
| N. |                           | Ruolo | Calciatore             |
| -- | ------------------------- | ----- | ---------------------- |
| 1  | Venezuela (bandiera)      | P     | Wuilker Faríñez        |
| 3  | Colombia (bandiera)       | D     | Deiver Machado         |
| 4  | Austria (bandiera)        | D     | Kevin Danso            |
| 5  | Camerun (bandiera)        | D     | Christopher Wooh       |
| 6  | Norvegia (bandiera)       | C     | Patrick Berg           |
| 7  | Francia (bandiera)        | A     | Florian Sotoca         |
| 8  | Costa d'Avorio (bandiera) | C     | Seko Fofana (capitano) |
| 9  | Camerun (bandiera)        | A     | Ignatius Ganago        |
| 10 | Francia (bandiera)        | A     | Gael Kakuta            |
| 11 | Francia (bandiera)        | D     | Jonathan Clauss        |
| 14 | Argentina (bandiera)      | D     | Facundo Medina         |
| 15 | Capo Verde (bandiera)     | D     | Steven Fortès          |
| 15 | Francia (bandiera)        | A     | Arnaud Kalimuendo      |
| 16 | Francia (bandiera)        | P     | Jean-Louis Leca        |

| N. |                       | Ruolo | Calciatore            |
| -- | --------------------- | ----- | --------------------- |
| 18 | Francia (bandiera)    | C     | Yannick Cahuzac       |
| 19 | Francia (bandiera)    | D     | Ismaël Boura          |
| 20 | Portogallo (bandiera) | C     | David Costa           |
| 21 | Mali (bandiera)       | D     | Massadio Haïdara      |
| 22 | Francia (bandiera)    | A     | Wesley Saïd           |
| 23 | Francia (bandiera)    | A     | Simon Banza           |
| 24 | Francia (bandiera)    | D     | Jonathan Gradit       |
| 25 | Francia (bandiera)    | D     | Corentin Jean         |
| 27 | Francia (bandiera)    | C     | Charles Boli          |
| 28 | Mali (bandiera)       | C     | Cheick Doucouré       |
| 29 | Polonia (bandiera)    | C     | Przemysław Frankowski |
| 33 | Francia (bandiera)    | A     | Ibrahima Baldé        |
| 34 | Francia (bandiera)    | C     | Jonathan Varane       |
| 34 | Francia (bandiera)    | D     | Brayann Pereira       |

## Calciomercato

### Sessione estiva(dal 1º/7 al 1º/9)
| Acquisti         | Acquisti              | Acquisti            | Acquisti                   |
| R.               | Nome                  | da                  | Modalità                   |
| ---------------- | --------------------- | ------------------- | -------------------------- |
| D                | Kevin Danso           | Augusta             | definitivo (5,5 milioni €) |
| A                | Gaël Kakuta           | Amiens              | definitivo (5 milioni €)   |
| C                | Przemysław Frankowski | Chicago Fire        | definitivo (2,3 milioni €) |
| D                | Deiver Machado        | Tolosa              | definitivo (1,8 milioni €) |
| P                | Wuilker Fariñez       | Millonarios         | definitivo (1,5 milioni €) |
| A                | Wesley Saïd           | Tolosa              | gratuito                   |
| D                | Christopher Wooh      | Nancy               | gratuito                   |
| A                | Arnaud Kalimuendo     | Paris Saint-Germain | prestito                   |
| Altre operazioni |                       |                     |                            |
| R.               | Nome                  | da                  | Modalità                   |
| C                | Charles Boli          | Paris FC            | fine prestito              |
| A                | Jules Keita           | CSKA Sofia          | fine prestito              |
| P                | Thomas Vincensini     | Bastia              | fine prestito              |
| P                | Valentin Belon        | Laval               | fine prestito              |

| Cessioni         | Cessioni          | Cessioni  | Cessioni                  |
| R.               | Nome              | a         | Modalità                  |
| ---------------- | ----------------- | --------- | ------------------------- |
| D                | Loïc Badé         | Rennes    | definitivo (17 milioni €) |
| D                | Clément Michelin  | AEK Atene | definitivo (1 milione €)  |
| D                | Cheick Traoré     | Digione   | gratuito (7,5 milioni €)  |
| P                | Thomas Vincensini | Bastia    | gratuito                  |
| D                | Zakaria Diallo    | Al-Shabab | gratuito                  |
| A                | Tony Mauricio     | Sochaux   | n.d.                      |
| A                | Simon Banza       | Famalicão | prestito                  |
| D                | Ismaël Boura      | Le Havre  | prestito                  |
| D                | Steven Fortès     | Ostenda   | gratuito                  |
| A                | Boubakar Camara   | Le Mans   | prestito                  |
| Altre operazioni |                   |           |                           |
| R.               | Nome              | da        | Modalità                  |
| D                | Issiaga Sylla     | Tolosa    | fine prestito             |

### Sessione invernale(dal 2/1 al 31/1)
| Acquisti | Acquisti     | Acquisti   | Acquisti                   |
| R.       | Nome         | da         | Modalità                   |
| -------- | ------------ | ---------- | -------------------------- |
| C        | Patrick Berg | Bodø/Glimt | definitivo (4,5 milioni €) |

| Cessioni | Cessioni        | Cessioni     | Cessioni |
| R.       | Nome            | a            | Modalità |
| -------- | --------------- | ------------ | -------- |
| C        | Jonathan Varane | Rodez        | prestito |
| C        | Charles Boli    | L.R. Vicenza | prestito |
| D        | Ismaël Boura    | Le Havre     | prestito |

## Risultati

### Ligue 1

#### Girone di andata
| Arbitro: | Dechepy |

|              |           |               |
| Sulemana 14’ | Marcatori | 19’ S. Fofana |

| Arbitro: | Delerue |

|                          |           |                       |
| Ganago 36’ S. Fofana 77’ | Marcatori | 1’ Khazri 52’ Bouanga |

| Arbitro: | Pignard |

|  |           |                        |
|  | Marcatori | 51’ Ganago 90+4’ Banza |

| Arbitro: | Delajod |

|                          |           |                              |
| Clauss 24’ S. Fofana 70’ | Marcatori | 27’ Laurienté 35’ Monconduit |

| Arbitro: | Godinho |

|                         |           |                                           |
| Mangas 60’ J. Onana 88’ | Marcatori | 39’ Kakuta 43’ Medina 90+6’ (rig.) Sotoca |

| Arbitro: | Millot |

|                |           |  |
| Frankowski 74’ | Marcatori |  |

| Arbitro: | Stinat |

|  |           |             |
|  | Marcatori | 67’ Ajorque |

| Arbitro: | Lesage |

|                         |           |                                          |
| Payet 33’, 45+3’ (rig.) | Marcatori | 9’ (rig.) Sotoca 27’ Frankowski 71’ Saïd |

| Arbitro: | Bastien |

|                              |           |  |
| Kalimuendo 45+1’ (rig.), 52’ | Marcatori |  |

| Arbitro: | Batta |

|              |           |  |
| Mavididi 47’ | Marcatori |  |

| Arbitro: | Pignard |

|                                         |           |                 |
| Saïd 14’, 37’ Ganago 83’ Frankowski 90’ | Marcatori | 33’ De Préville |

| Arbitro: | Lesage |

|                                  |           |                |
| Toko Ekambi 25’ (rig.) Aouar 42’ | Marcatori | 61’ Kalimuendo |

| Arbitro: | Léonard |

|                                                   |           |  |
| Kalimuendo 14’ Saïd 29’ Clauss 35’ Frankowski 61’ | Marcatori |  |

| Arbitro: | Wattellier |

|                                                    |           |  |
| Mounié 3’ Chardonnet 13’ Faivre 33’ Le Douaron 69’ | Marcatori |  |

| Arbitro: | Hamel |

|                       |           |                       |
| Kakuta 48’ Sotoca 55’ | Marcatori | 40’ Boufal 70’ Thomas |

| Arbitro: | Delerue |

|                     |           |                                  |
| Magnin 41’ Bayo 65’ | Marcatori | 12’ (aut.) Gastien 47’ S. Fofana |

| Arbitro: | Letexier |

|            |           |                 |
| Fofana 62’ | Marcatori | 90+1’ Wijnaldum |

| Arbitro: | Frappart |

|                               |           |                         |
| Kolo Muani 49’, 57’ Simon 90’ | Marcatori | 7’ Costa 15’ Kalimuendo |

| Arbitro: | Brisard |

|                            |           |                |
| Lemina 63’ J. Kluivert 79’ | Marcatori | 30’ Kalimuendo |

#### Girone di ritorno
| Arbitro: | Bastien |

|          |           |  |
| Saïd 89’ | Marcatori |  |

| Arbitro: | Letexier |

|               |           |                            |
| Boudebouz 37’ | Marcatori | 76’ Sotoca 90+5’ S. Fofana |

| Arbitro: | Frappart |

|  |           |                              |
|  | Marcatori | 34’ (rig.) Payet 77’ Bakambu |

| Arbitro: | Lissorgue |

|                      |           |  |
| Soumano 43’ Koné 76’ | Marcatori |  |

| Arbitro: | Letexier |

|                                                |           |                    |
| Kalimuendo 10’ Kakuta 22’ (rig.) S. Fofana 26’ | Marcatori | 33’ Elis 53’ Hwang |

| Arbitro: | Brisard |

|            |           |              |
| Clauss 13’ | Marcatori | 44’ Kadewere |

| Arbitro: | Léonard |

|             |           |                             |
| Fulgini 49’ | Marcatori | 73’ (aut.) Mendy 76’ Clauss |

| Arbitro: | Hamel |

|  |           |             |
|  | Marcatori | 59’ Honorat |

| Metz 13 marzo 2022, ore 15:00 CET 28ª giornata | Metz    | 0 – 0 referto | Lens | Stade Saint-Symphorien (15 687 spett.)\| Arbitro: \| Delerue \| |
| Arbitro:                                       | Delerue |               |      |                                                                 |

| Arbitro: | Stinat |

|                                    |           |            |
| Danso 39’ Sotoca 45+3’ Haïdara 58’ | Marcatori | 9’ Rashani |

| Arbitro: | Letexier |

|                    |           |  |
| Ajorque 67’ (rig.) | Marcatori |  |

| Arbitro: | Delajod |

|                                     |           |  |
| Kalimuendo 51’, 67’ C. Doucouré 55’ | Marcatori |  |

| Arbitro: | Brisard |

|            |           |                              |
| Xeka 45+1’ | Marcatori | 4’ Frankowski 37’ Kalimuendo |

| Arbitro: | Lissorgue |

|                            |           |  |
| David Costa 37’ Ganago 75’ | Marcatori |  |

| Arbitro: | Delerue |

|           |           |          |
| Messi 68’ | Marcatori | 88’ Jean |

| Arbitro: | Léonard |

|                                       |           |               |
| David Costa 67’ Kalimuendo 81’ (rig.) | Marcatori | 8’, 32’ Simon |

| Arbitro: | Vítor Ferreira |

|            |           |                            |
| Zeneli 28’ | Marcatori | 56’ Sotoca 90+1’ S. Fofana |

| Arbitro: | Letexier |

|              |           |                                     |
| Biancone 28’ | Marcatori | 42’ Danso 45’ Kalimuendo 71’ Clauss |

| Arbitro: | Bastien |

|                             |           |                               |
| Frankowski 30’ Ganago 90+5’ | Marcatori | 34’ Badiashile 62’ Ben Yedder |

### Coppa di Francia
| Arbitro: | Miguelgorry |

|  |           |            |
|  | Marcatori | 36’ Ganago |

| Arbitro: | Delajod |

|                                   |                      |                                    |
| S. Fofana 67’, 90+5’              | Marcatori            | 28’, 33’ J. Onana                  |
| Saïd Kakuta Jean Clauss S. Fofana | Tiri di rigore 4 – 3 | Bamba Fonte Botman Pied R. Sanches |

| Arbitro: | Wattellier |

|                         |           |                                        |
| Saïd 45’ Kalimuendo 53’ | Marcatori | 18’, 88’ Ben Yedder 27’ Lucas 29’ Diop |